# 代登巴赫
代登巴赫是德国莱茵兰-普法尔茨州的一个市镇。总面积7.63平方公里，总人口419人，其中男性213人，女性206人（2011年12月31日），人口密度55人/平方公里。